# Дублинский локаут
Дублинский локаут (ирл. Frithdhúnadh Mór Baile-Átha-Cliath, англ. Dublin Lock-out) — крупнейший трудовой спор между примерно 20 000 работниками и 300 работодателями, который состоялся в столице Ирландии Дублине. Спор длился с 26 августа 1913 по 18 января 1914 года, и часто рассматривается как наиболее тяжёлый и значительный трудовой спор в истории Ирландии. Центральное место в споре занимал вопрос прав рабочих и профсоюзов.

## Предпосылки

### Трущобы Дублина
Многие ирландские рабочие жили в ужасных условиях и им платили очень низкую заработную плату за продолжительные часы работы. Некоторые социалисты хотели добиться того, чтобы работники имели лучшие условия и больше прав в своей жизни. В их числе были Джеймс Ларкин и Джеймс Коннолли. Одним из основных факторов, которые способствовали возникновению спора, были тяжелейшие условия, в которых жили дублинцы. В 1913 году одна треть населения Дублина жила в трущобах. 30 000 семей жили в 15000 квартир в многоквартирных домах. Приблизительно четыре миллиона обязательств были принимаемы в ломбардах каждый год. Коэффициент младенческой смертности среди бедных был 142 на 1000 рождений, что было очень высокой цифрой для европейской нации. Ситуация усугублялась высоким уровнем заболеваний в трущобах, который был результатом отсутствия медицинской помощи и стесненных условий жизни. Наиболее распространённой болезнью в трущобах Дублина в то время был туберкулёз, который распространялся в многоквартирных домах очень быстро и вызывал много смертей среди бедных. В докладе, опубликованном в 1912 году утверждалось, что число смертей от туберкулёза в Ирландии было на пятьдесят процентов выше, чем в Англии или Шотландии, и что подавляющее большинство связанных с туберкулёзом смертей произошло в Ирландии среди беднейших классов.
Бедность была укоренена в Дублине в связи с отсутствием возможностей для профессионального устройства неквалифицированных рабочих. До появления профсоюзного движения в Ирландии, неквалифицированные рабочие не имели никакой формы организации. Кроме того, в Дублине было больше чернорабочих, чем рабочих мест для них. Таким образом неквалифицированные рабочие часто были вынуждены конкурировать друг с другом за работу на ежедневной основе, работа обычно доставалась тому кто соглашался работать за самую низкую заработную плату.

### Джеймс Ларкин и формирование ITGWU
Джеймс Ларкин был главным действующим лицом выступающим в споре на стороне работников. Его первый опыт профсоюзного движения в Ирландии состоялся в 1907 году, когда он приехал в Белфаст, где стал местным лидером Британского Национального союза работников доков (NUDL), после работы докером в порту Ливерпуля. В Белфасте Ларкин организовал забастовку докеров и работников транспорта. Кроме того, в Белфасте Ларкин разработал свою тактику забастовок солидарности, в результате чего работники, которые непосредственно не участвовали в трудовом споре с работодателем, бастовали в поддержку других работников, которые были в споре со своими работодателями. Забастовка в Белфасте была умеренно успешной и увеличила популярность Ларкина среди ирландских рабочих. Однако его тактика была весьма спорной, в результате чего Ларкин был переведён в Дублин. Неквалифицированные рабочие в Дублине находились в сильной зависимости от своих работодателей. Работодатели, которые подозревали, что рабочие пытаются организовать трудовой союз, заносили таких в «чёрный список», практически уничтожая тем самым все шансы тех на будущее трудоустройство. Тем не менее Ларкин загорелся идеей организовать союз неквалифицированных рабочих Дублина. Это было причиной для беспокойства для NUDL, которые не хотели участвовать в полномасштабном трудовом споре с работодателями Дублина. В результате Ларкин был отстранён от работы в NUDL в 1908 году. Ларкин решил выйти из состава NUDL и создать свой собственный профсоюз — Ирландский Союз работников транспорта и неквалифицированных рабочих (ITGWU).
ITGWU был первым ирландским профсоюзом, куда принимали как квалифицированных, так и неквалифицированных рабочих. В первые несколько месяцев после своего создания он быстро завоевал популярность, и вскоре распространился на другие ирландские города. ITGWU помимо прочего стал средством для проверки синдикалистских идей Ларкина. Ларкин верил в приход социалистической революции путём создания профсоюзов и организации всеобщей забастовки. После неудачных забастовок в 1908 и 1910 годах, забастовка ITGWU 1911 года была более успешной, после нескольких стачек возчиков и железнодорожников спор завершился в их пользу. Между 1911 и 1913 годами, членство в ITGWU выросло с 4000 до 10000 человек. Эта тенденция не осталась незамеченной со стороны работодателей, которые вскоре стали встревожены ростом популярности нового профсоюза.
Ларкин также учёл опыт хода и результатов бунта в Тонипанди и Всеобщей забастовки транспортников Ливерпуля в 1911 году.

### Коннолли и Лейбористская партии Ирландии
Другой важной фигурой в подъёме движения организованных рабочих в Ирландии в это время был Джеймс Коннолли, марксист ирландского происхождения, родившийся в Эдинбурге. Как и Ларкин, Коннолли был талантливым оратором. Он стал известен благодаря своим выступлениям на улицах Дублина в поддержку социализма и ирландского национализма. В 1896 году Коннолли была создана Ирландская социалистическая республиканская партия, и газета «The Workers' Republic» («Республика рабочих»). В 1910 году Коннолли стал участником акций, и в 1911 году был назначен руководителем ITGWU в Белфасте. В 1912 году Коннолли и Ларкин сформировали Лейбористскую партию Ирландии.

### Уильям Мартин Мерфи и работодатели
Среди работодателей, настроенных против профсоюзного движения в Ирландии, самым активным стал Уильям Мартин Мерфи. Мерфи был весьма успешным бизнесменом из графства Корк. В 1913 году он был председателем Дублинской объединенной трамвайной компании и владел универсальным магазином «Clery’s» и гостиницей «Imperial Hotel». Он также контролировал газеты «Irish Independent», «Evening Herald» и «Irish Catholic» и был крупным акционером компании паромных перевозок «British and Irish Steam Packet Company». Мерфи был также видным националистом и бывшим депутатом британского парламента от Ирландской парламентской партии. Условия труда в трамвайной компании были плохими. Сотрудники были вынуждены работать до 17 часов в сутки. Практиковался жёсткий режим дисциплины, среди рабочих имелись информаторы. Мерфи был категорически против профсоюзов, которые он расценивал как попытку помешать его бизнесу. В частности, он настроен был против Ларкина, которого он считал опасным революционером. В июле 1913 года Мерфи председательствовал на заседании из 300 работодателей, в ходе которого был согласован коллективный ответ на рост профсоюзного движения. Мерфи и работодатели были полны решимости не позволить ITGWU объединять в профсоюзы рабочих Дублина. 15 августа Мерфи уволил сорок работников, которых он подозревал в членстве в ITGWU, а затем ещё 300 в течение следующей недели.

## Ход конфликта

### Эскалация
В результате трудовой спор стал самым тяжёлым в истории Ирландии. Работодатели Дублина организовали локаут своих работников, используя завезённых рабочих из Великобритании и из других городов Ирландии. Рабочие Дублина, самые бедные в Великобритании, были вынуждены выживать на помощь в размере £150 000 от британского Конгресса тред-юнионов (TUC) и других источников из Ирландии, которая рапределялась через ITGWU. Схема, согласно которой о детях ирландских забастовщиков будут временно заботиться британские профсоюзные активисты, была осуждена Римско-католической церковью, которая утверждала, что в Великобритании католические дети попадут под влияние протестантизма или станут атеистами. Во время спора католическая церковь поддержала работодателей, осудив Ларкина как социалистического революционера.
Guinness, крупнейший работодатель и крупнейший экспортёр в Дублине, отказался организовывать локаут своих рабочих, хотя вёл борьбу против забастовок поддержки. Хотя Guinness отказался присоединиться к группе Мерфи, он послал 500 фунтов стерлингов в фонд работодателей. В ответ на неприсоединение к локауту, Guinness рассчитывал, что его работники не будут организовывать забастовки поддержки, а шесть рабочих, которые попытались её устроить, были уволены. 400 сотрудников компании уже были членами ITGWU , таким образом у компании уже была налажена система переговоров с профсоюзом. Ларкин обратился в компанию о восстановлении на работу шести уволенных, но без успеха.
Бастующие устраивали массовые пикеты и запугивали штрейкбрехеров. Полиция Дублина, в свою очередь, применяла практику массового избиения пикетчиков дубинками. Нападение полицейских на митинг на Саквилл-стрит (в наст. вр. О’Коннелл-стрит) в августе 1913 года привело к гибели двух рабочих, Джеймса Нолана и Джона Бирна. Ещё сотни получили ранения. До сих пор события известны в ирландском рабочем движеним как «Кровавое воскресенье» (несмотря на то, что ещё два события 20-го века в Ирландии имеют такое же название). Другая рабочая, Элис Брэди, была позже застрелена штрейхбрейкером, неся домой пакет с продуктами, полученный в офисе профсоюза. Майкл Бирн, работник офиса ITGWU из Кингстауна, умер вскоре после пыток в полицейском участке. В ответ Ларкин, его заместитель Джеймс Коннолли и экс-капитан британской армии Джек Уайт формируют рабочую милицию названную Ирландская гражданская армия, с целью защиты рабочих демонстраций.
За семь месяцев локаут повлиял на жизни десятков тысяч рабочих Дублина и их семей, Ларкин изображался как главный злодей тремя основными газетами Мерфи — «Irish Independent», «Sunday Independent» и «Evening Herald». Другими лидерами ITGWU в то время были Джеймс Коннолли и Уильям Х. О’Брайен, Такие влиятельные фигуры, как Патрик Пирс, Констанция Маркевич и Уильям Батлер Йейтс, поддержали рабочих в целом в анти-Ларкинсной прессе.

## Конец локаута
Локаут в итоге закончился в начале 1914 года, когда призывы к забастовке поддержки от Ларкина и Коннолли, направленные в Англию к TUC, были отклонены. Большинство рабочих, многие из которых были на грани голодной смерти, вернулись на работу и подписали обязательство не вступать в профсоюз. ITGWU сильно пострадал от поражения в локауте и также потерял в поддержке после отъезда Ларкина в Соединённые Штаты в 1914 году и расстрела Коннолли в 1916 за участие в Пасхальном восстании. Тем не менее, благодаря Уильяму О’Брайену и Томасу Джонсону профсоюз продолжил свою работу. К 1919 году количество членов превысило аналогичный показатель 1913 года.
Хотя действия ITGWU и UBLU были неудачными в достижении существенно лучших оплаты и условий труда для рабочих, они стал переломными в ирландской профсоюзной истории. Были твердо установлены принципы действий профсоюзов и солидарность рабочих. В будущем работодатели никогда не будут пытаться «сломать» профсоюз, как попытался Мерфи в случае с ITGWU. Локаут нанёс ущерб коммерческим предприятиям в Дублине, и многие вынуждены были объявить о банкротстве.

## Память
«Сентябрь 1913», одно из самых известных стихотворений Йейтса, было опубликовано в «Irish Times» во время локаута.